# Гряда Пандемоніуму
Гряда Пандемоніуму (англ. Pandemonium Dorsa) — неофіційна назва відкритої зондом New Horizons гряди на Плутоні, що розташована біля південного полюсу карликової планети між плямами Ктулху й Круна. Названо на честь Пандемоніуму – столиці пекла з поеми Джона Мілтона «Утрачений рай».